# Боктаев, Басанг Владимирович
Басанг Владимирович Боктаев (27 июля 1984) — российский борец греко-римского стиля, заслуженный тренер России. Тренер-преподаватель Академии борьбы имени Т.Л. Балдашинова.

## Карьера
С 2013 года работает тренером сборной России по греко-римской борьбе, где он отвечает за выступления спортсменов на международных соревнованиях в весовых категориях до 55 и 60 кг. В июле 2020 года стал известно, что Басанг Боктаев едет в качестве тренера сборной России на Олимпийские игры в Токио, где курирует вес до 60 кг, в котором выступает Сергей Емелин

## Спортивные результаты
- Чемпионат мира по борьбе среди кадетов 1999 — 6;
- Чемпионат Европы по борьбе среди кадетов 2000 — ;
- Чемпионат Европы по борьбе среди юниоров 2002 — ;
- Чемпионат Европы по борьбе среди юниоров 2003 — 16;
- Чемпионат мира по борьбе среди военнослужащих 2006 — ;

## Известные воспитанники
- Мингиян Семёнов — бронзовый призёр Олимпийских игр;
- Санал Семёнов